# (770) Bali
(770) Bali – planetoida z grupy pasa głównego asteroid okrążająca Słońce w ciągu 3 lat i 114 dni w średniej odległości 2,22 au. Została odkryta 31 października 1913 roku w Landessternwarte Heidelberg-Königstuhl w Heidelbergu przez Adama Massingera. Nazwa pochodzi od indonezyjskiej wyspy Bali. Przed nadaniem nazwy planetoida nosiła oznaczenie tymczasowe (770) 1913 TE.